# Pat Mallet
Pour les articles homonymes, voir Patrick Mallet et Mallet.
 (octobre 2018).
Si vous disposez d'ouvrages ou d'articles de référence ou si vous connaissez des sites web de qualité traitant du thème abordé ici, merci de compléter l'article en donnant les références utiles à sa vérifiabilité et en les liant à la section « Notes et références ».
Patrick Mallet, surnommé Pat Mallet, né le 19 juin 1939 à Marseille et mort le 30 septembre 2012 à Bayonne, est un auteur de bande dessinée français.

## Biographie
Pat Mallet a étudié à l'École des arts appliqués de Paris en même temps que Jean Giraud (Moebius) et Jean-Claude Mézières.  Il a créé les aventures de Pegg et les aventures des deux Martiens Xing & Xot pour Spirou, puis les aventures d'un autre Martien, Zoum, pour Pilote. Il passe une grande partie de sa carrière à dessiner des gags mettant en scène ses Petits Hommes verts. Il a également collaboré avec le magazine français Paris Match et les magazines allemands Stern et Die Zeit.
Pat Mallet a enseigné au Centre expérimental orthophonique et pédagogique (CEOP) de Paris, où il eut pour élève Yves Lapalu, le dessinateur sourd. Il a également publié des œuvres traitant de la surdité.
Il meurt dans la nuit du samedi 29 au dimanche 30 septembre 2012.

## Publications

### Bandes dessinées
- Cherchez le martien, Dargaud, 1973
- Monsieur Louifine, deux numéros, Dupuis, 1964 ; minirécit no 220 (Spirou no 1364) et minirécit no 226 (Spirou no 1370)
- Pegg, quatre numéros, minirécits parus dans Spirou, 1961 à 2007
- Le Petit monde de Pat Mallet, Dargaud, 1975
- Les Petits hommes verts, (deux tomes), 1976 à 1983
- Question de nerfs, Glénat, 1986
- Xing et Xot, Dupuis, six minirécits, Spirou, de 1960 à 1966
- Zoum le vénusien, réédition par Le Coffre à BD, 2005
- Les mordus du rugby, Le Cherche-Midi, 1986

### Autres livres - tranches de vie liées à la surdité
- Sans Paroles, 2012.
- Les durs d'oreille à travers l'histoire, 2008
- Tant qu’il y aura des sourds, 2005.
- Là-bas, y’a des sourds, 2003

### Publications liées à la surdité (illustration)
- Le retour de Velours, 2007
- Dictionnaire étymologique et historique de la langue des signes, origine et évolution de 1200 signes, 2007
- Le Surdilège, 2008
- Communication avec un sourd : petit manuel à l'usage des enseignants qui accueillent un élève déficient auditif dans leur classe, 1994, Presses universitaires de Lyon.
- Je vais à l'hôpital… mais je suis sourd(e) ! (collectif), Arpada.
- Recueil-conseils : L'enfant déficient auditif en intégration dans les classes ordinaires (collectif), Arpada.

## Récompenses
- Grand Prix international de Montréal en 1972 (caricature)
- Grand Prix international de Montréal en 1978 (bande dessinée)
- Nommé pour le trophée Autonomic'Art (catégorie Dessins) en 2006